# Grabmal von Christoph Heinrich Theodor Müllenbach

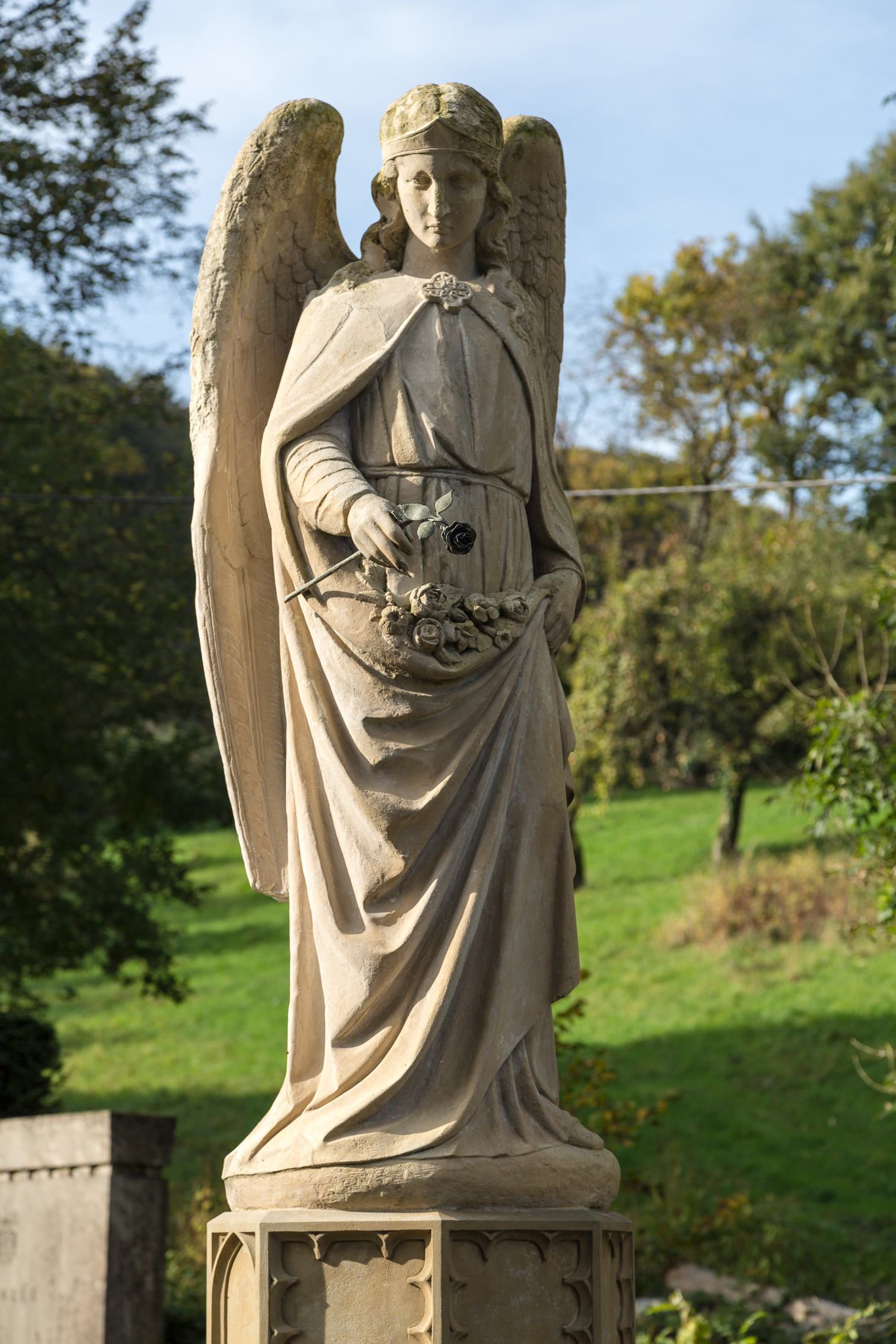
Der von Ferdinand Custodis geschaffene „Volberger Engel“

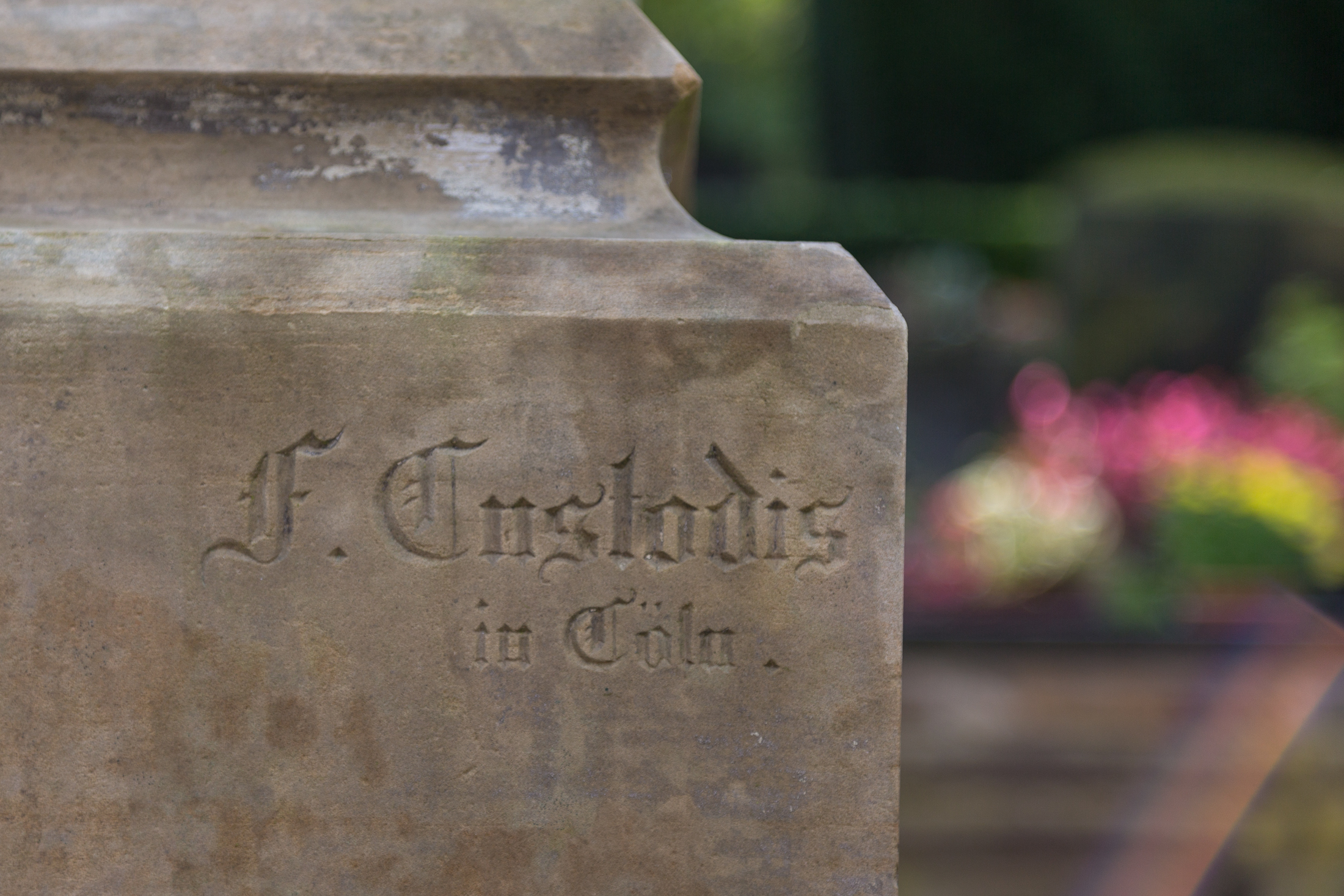
Steinmetzsignatur von F. Custodis

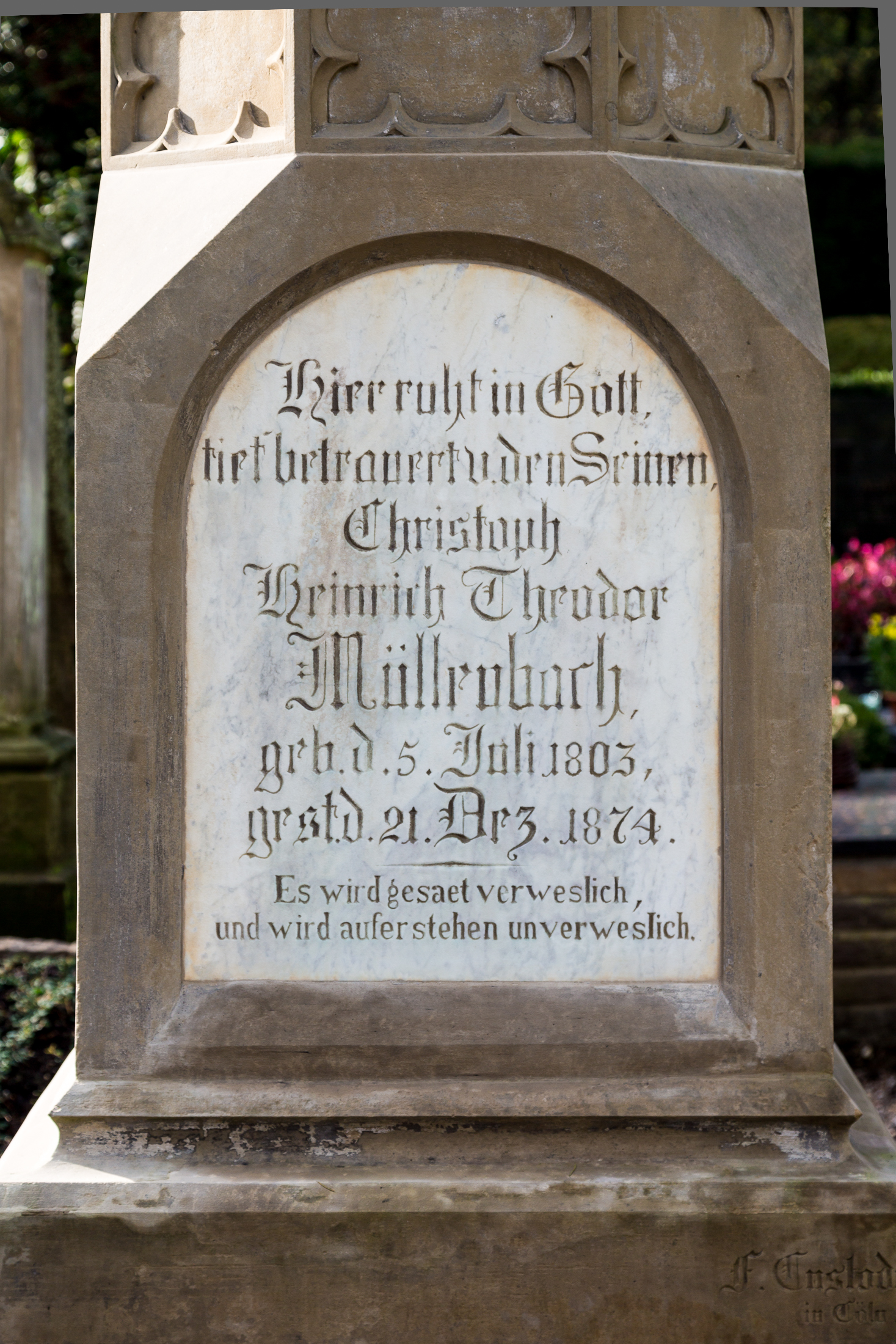
Inschrift, Vorderseite

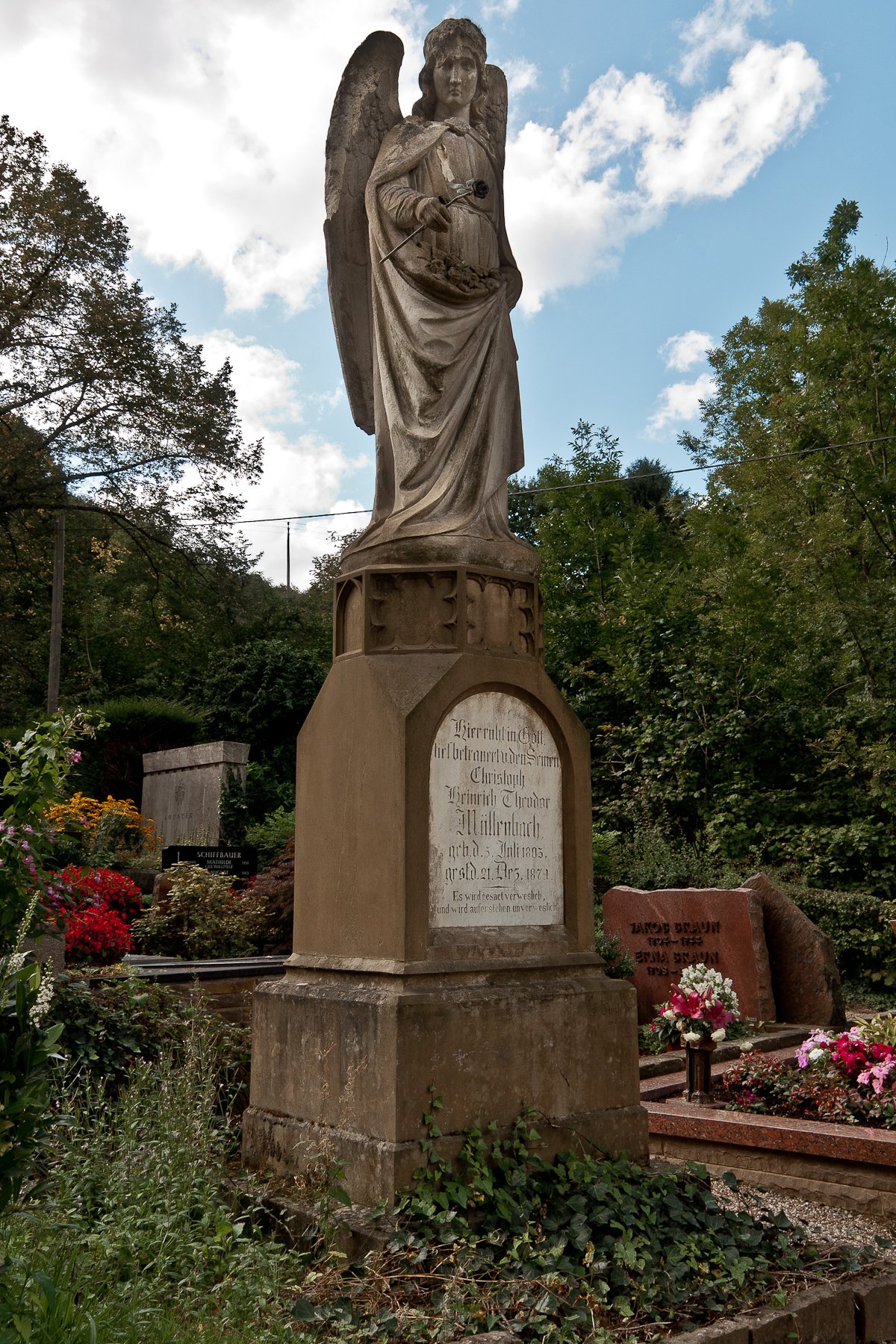
Das Müllenbach-Grabmal im September 2011 vor der Renovierung

Das Grabmal von Christoph Heinrich Theodor Müllenbach ist ein denkmalgeschütztes Grabmal auf dem Volberger Friedhof im Rösrather Stadtteil Hoffnungsthal. Die als Figurenstele ausgeführte Skulptur des Volberger Engels wurde vom Kölner Bildhauer Ferdinand Custodis geschaffen.

## Denkmalbeschreibung
Das als Figurenstele ausgeführte Grabmal befindet sich auf dem Friedhof Volberg auf Feld 2, Reihe 39, Nr. 5. Das Denkmal hat eine Gesamthöhe von 4,20 Meter. Der Grundriss des Postaments ist 0,77 Meter breit und 0,62 Meter tief.
Die Figurenstele aus Marmor ruht auf einem vierstufigen Sandsteinpostament. Ein Profilabschluss leitet zum Schaft über, der schauseitig mit einer eingetieften und aus Marmor gefertigten Inschriftenplatte geschmückt ist. Das Motiv ist halbrund abgeschlossen. Darüber sitzt ein über einem oktogonalen Grundriss entwickelter Sockel auf, dessen Seitenflächen mit Blendmaßwerk verziert sind. Auf ihm steht ein lebensgroßer Engel mit angelegten reich gefiederten Flügeln. Er trägt ein langes, weit fallendes und in Falten liegendes Kleid, welches über den Hüften gegürtet ist. Ein ärmelloser Mantel liegt über den Schultern und ist von einer Fibel über die Brust gehalten. Mit der linken Hand rafft er die Stola für die gesammelten Rosenblüten, in der Rechten hält er einen geknickten Rosenstiel. Das gelockte und über die Schultern fallende Haar wird von einem Diadem gehalten.

## Bildhauer
Die auch unter dem Namen Engel von Volberg bekannte Figur wurde vom Kölner Bildhauer Ferdinand Custodis geschaffen. Das Grabmal ist auf der Vorderseite des Sandsteinsockels mit F. Custodis in Cöln signiert. Da Müllenbach erst Ende 1874 starb und Custodis 1875 mit der Errichtung des Kriegerdenkmals auf dem ehemaligen Volberger Kirchhof beschäftigt war, ist die Fertigstellung des Engels vermutlich ans Ende des Jahres 1875 zu datieren.

## Inschrift
Die Inschrift enthält als Grabsprüche neben den Personendaten des Verstorbenen biblische Zitate aus dem 1. Brief des Paulus an die Korinther (Vorderseite) und aus Psalm 90 (Rückseite).

## Denkmalschutz
Das Grabmal von Christoph Heinrich Theodor Müllenbach wurde 1988 als Baudenkmal Nr. 65 in die Liste der denkmalgeschützten Bauwerke der Stadt Rösrath aufgenommen.
Angeregt durch Michael Werling, dem Direktor des Instituts für Baugeschichte und Denkmalpflege an der Fachhochschule Köln, ließ der Geschichtsverein Rösrath Ferdinand Custodis' Skulptur Engel von Volberg im Jahr 2012 umfassend restaurieren.

## Geschichtlicher Hintergrund
Christoph Heinrich Theodor Müllenbach wurde 1803 im Ortsteil Hofferhof als eines von 12 Kindern in dem mittlerweile denkmalgeschützten Haus Hofferhof 68 geboren. Im Alter von acht Jahren verlor er seinen Vater, der im Alter von 51 Jahren an Auszehrung. Seine erste Frau starb 1833, zwei Jahre nach der Eheschließung im Kindbett. Nach dem Tod seiner Mutter im Jahr 1838 trat Christoph Müllenbach eine beträchtliche Erbschaft an. Zusammen mit seiner zweiten Frau Bertha Schulz gründete er erneut eine Familie aus der sieben Kinder hervorgingen. Er wurde ein erfolgreicher Kaufmann und Gastwirt in Volberg, dem heutigen Hoffnungsthal.

## Rezeption
Das restaurierte Grabmal von Christoph Heinrich Theodor Müllenbach wurde im Oktober 2013 zusammen mit dem unmittelbar danebenliegenden Grabmal des im Jahr 1874 ermordeten Johann Wilhelm Christian Blech als "Denkmal des Monats" der Öffentlichkeit präsentiert. Mit dem Anspruch, die Anliegen des Denkmalschutzes und der lokalen Geschichtsforschung ins Bewusstsein der Bürger zu rücken, rückt das „Denkmal des Monats“ jedes Jahr zehn Denkmäler oder denkmalwürdige Objekte der Stadt Rösrath ins Licht der Öffentlichkeit. Die Auswahl der Denkmäler erfolgt durch ein Gremium, bestehend aus Vertretern des Stadtrates, der Stadtverwaltung, des Geschichtsvereins Rösrath sowie einem fachkundigen Bürger.